# Macraspis gagatina
Macraspis gagatina är en skalbaggsart som beskrevs av Waterhouse 1881. Macraspis gagatina ingår i släktet Macraspis och familjen Rutelidae. Inga underarter finns listade i Catalogue of Life.